# George Manangoi
George Meitamei Manangoi (* 29. November 2000) ist ein kenianischer Mittelstreckenläufer, der sich auf den 1500-Meter-Lauf spezialisiert hat. Er ist der Bruder des Weltmeisters über diese Disziplin, Elijah Manangoi.

## Sportliche Laufbahn
Erste Erfahrungen bei internationalen Meisterschaften sammelte George Manangoi bei den Jugendweltmeisterschaften 2017 in Nairobi, bei denen er in 3:47,53 min die Goldmedaille gewann. Im Jahr darauf siegte er in 3:41,71 min bei den U20-Weltmeisterschaften im finnischen Tampere und 2019 in 3:47,55 min bei den Juniorenafrikameisterschaften in Abidjan. Anschließend nahm er an den Afrikaspielen in Rabat teil und siegte auch dort in 3:38,27 min und qualifizierte sich damit für die Weltmeisterschaften in Doha, bei denen er mit 3:38,39 min in der ersten Runde ausschied.

## Persönliche Bestzeiten
- 800 Meter: 1:47,20 min, 8. März 2018 in Pretoria
- 1000 Meter: 2:18,07 min, 20. Juli 2018 in Monaco
- 1500 Meter: 3:31,49 min, 12. Juli 2019 in Monaco